# Rhaphium xiphias
Rhaphium xiphias är en tvåvingeart som beskrevs av Johann Wilhelm Meigen 1824. Rhaphium xiphias ingår i släktet Rhaphium och familjen styltflugor. Inga underarter finns listade i Catalogue of Life.